# Kenneth Godfredson
Kenneth Godredson ou Godfredson,  (mort vers 1014) souverain putatif de l'Ile de Man.

## Origine
Mike Ashley considère qu'il est un fils de Godfred II de Man et un frère de Ragnald Godfredsson. En fait on ignore s'il a été un souverain indépendant ou un roi subordonné aux royaumes des Orcades du Jarl Sigurd Ier Digri et même s'il a régné sur l'Ile de Man !
Dans ce contexte il serait peut-être le père du mystérieux  Sven Kennethson/Suibne mac Cináeda  mort en 1034 selon les Annales de Tigernach. Toutefois l'identification entre le vieux-norrois Svein avec le gaélique Suibne est désormais rejetée